# 仮面ライダー電王+しん王
- クレヨンしんちゃん > クレヨンしんちゃん (アニメ) > 仮面ライダー電王+しん王
- 仮面ライダーシリーズ > 仮面ライダー電王 > 仮面ライダー電王+しん王

『仮面ライダー電王+しん王』（かめんライダーでんおう アンド しんおう）は、2007年8月3日にテレビ朝日系列で放送されたテレビアニメ作品。テレビアニメ『クレヨンしんちゃん』と特撮テレビドラマ作品『仮面ライダー電王』のクロスオーバー作品。
『クレヨンしんちゃん』のスペシャル番組『クレヨンしんちゃん 真夏の夜にオラ参上!嵐を呼ぶ電王VSしん王60分スペシャル!!』の中の1話。

## 概要
『劇場版 仮面ライダー電王 俺、誕生!』の宣伝を兼ねたアニメ作品。基本的に主となるのは『しんちゃん』ではあるが、『電王』のBGMを使用したり、変身時やラストの演出を再現するなど、『電王』の要素も踏襲するこだわりも見られるものとなっている。
本作品以外にも、スペシャル内で同時に放送された作品とCMの間には、着ぐるみのしんのすけが良太郎の自宅である喫茶店ミルクディッパーに入ったり、デンライナーの食堂車に乗り込むといった演出がされており、『電王』のキャラクターや劇場版電王の主題歌を歌う175Rと共演するシーンも見られた。また番組の最後に、作中で「オーナーの旗」の視聴者プレゼントの告知も行われた。
作品自体はクロスオーバーだが、設定はウラタロスたちが良太郎に憑く前の背景である。
後に同年12月30日に放送されたスペシャル番組『冬だっ!休みだっ!!クレヨンしんちゃん＆ドラえもん!朝からどドーンと150分・SP』内でも再放送され、先のスペシャル同様に着ぐるみのしんのすけと『電王』のキャラクターとの共演も行われた。この他にも同スペシャルでは同時期放送の『獣拳戦隊ゲキレンジャー』や新番組である『仮面ライダーキバ』、『炎神戦隊ゴーオンジャー』とも共演している。
基本的に遅れネットを含む全国で『しんちゃん』の枠で放送されたが、唯一宮崎県のみそれぞれを放送している局が違っているため（『しんちゃん』はテレビ宮崎、『電王』は宮崎放送）放送されていない。
2011年4月22日放送のスペシャル番組『映画公開！7つの顔を持つ男SP』内で再放送された。
長らくDVD化されなかったが、2012年に「TVアニメ20周年記念 クレヨンしんちゃん みんなで選ぶ名作エピソード ひと味ちがう必見編」（バンダイビジュアル）において初めてDVDに収録された。

## 登場人物
詳細は、クレヨンしんちゃんの登場人物一覧と仮面ライダー電王の登場キャラクターを参照。

### 『クレヨンしんちゃん』からの登場人物
野原 しんのすけ（のはら しんのすけ） / 仮面ライダーしん王
声 - 矢島晶子
『クレヨンしんちゃん』の主人公。
今回の話にて、ウラタロスの決め台詞である「僕に釣られてみる?」に加えキンタロスの決め台詞である「泣けるで!」を劇中にて発言している。
野原 みさえ
声 - ならはしみき
しんのすけの母。三段腹イマジンに取り憑かれる。
その他、高倉文太と石坂みどり、かすかべ防衛隊の面々が登場している。

### 『仮面ライダー電王』からの登場人物
野上 良太郎（のがみ りょうたろう） / 仮面ライダー電王
声 - 佐藤健
『仮面ライダー電王』の主人公。今回は変身している間の人格が良太郎とモモタロスと区別されている。
モモタロス
声 - 関俊彦
良太郎に憑依するイマジン。
ハナ
声 - 白鳥百合子
『仮面ライダー電王』のメインヒロイン。
ナオミ
声 - 秋山莉奈
デンライナーの客室乗務員。
オーナー
声 - 石丸謙二郎
デンライナーのオーナー。オープニングでは、『世界の車窓から』のナレーションをするというギャグも披露している。

### オリジナルキャラクター
仮面ライダーしん王
良太郎が変身する時、デンオウベルトに入り込んだしんのすけが変身した姿。伝説のイマジンをオーラアーマーに変換しているが、人格はしんのすけそのものである。ベルトのバックルがぶりぶりざえもんの鼻になっている。
デザインは脚本、コンテのムトウユージ、リライトは作画監督の高倉佳彦が担当した。
『仮面ライダーV3』の主題歌のオープニングテーマの「戦え! 仮面ライダーV3」の歌詞（「力と技の風車が廻る父よ母よ妹よ｣の部分）を台詞に織り込むなど、仮面ライダーシリーズの過去の作品のパロディも行われた。
伝説のイマジン
ぶりぶりざえもんに似た姿をしているイマジン。モモタロスが肩のパーツを外してタンバリン代わりに踊ることで呼び出される。他のイマジンとは異なりデンライナーの中でも実体化せず未契約体のままであるうえ、声を出そうとすると砂になって崩れてしまう。しんのすけと同様にハナにちょっかいを出した後、しん王のオーラアーマーになる。
三段腹イマジン（さんだんばら イマジン）
声 - ならはしみき（ノンクレジット）
みさえに憑依したイマジン。外見はみさえに酷似している。元になったおとぎ話は不明。契約する前から実体化しており、独自の力で過去の扉を開くことが可能。脂肪を武器としており、「三段腹アタック」などの技で電王ソードフォームを苦戦させる。
戦況が悪くなると過去に飛んで遅刻していない日を消そうとするが、遅刻していない日が無かったことに驚愕する。最期は電王の「俺の必殺技パート2ダッシュ」を受け爆散した。
TVシリーズ本編で見られなかった「デンライナー内での戦闘」を行った、唯一の敵イマジンでもある。

## 同時放送話
スペシャル内で放送されたその他の作品
- 『かき氷がキーンだゾ』 - ひまわりがかき氷を食べようと奮闘する話。
- 『オオクワガタを捕るゾ』 - 『オオクワガタを捕るゾ 1』『オオクワガタを捕るゾ 2』（2005年8月19日放送分の再放送）の2話分放送。マサオの大事なオオクワガタをうっかり逃がしてしまった風間が、仲直りしようとする話。

## 関連商品
ソフビ魂 仮面ライダー電王+しん王
バンダイより2008年6月21日発売。ソフビ人形「ソフビ魂」シリーズのひとつとして登場。仮面ライダー電王 ソードフォーム、モモタロス、仮面ライダーしん王、伝説のイマジンの4体がセットになっている。電王とモモタロスは、アニメ風のデザインのもの。

## 仮面ライダーフォーゼ×クレヨンしんちゃん
- クレヨンしんちゃん > クレヨンしんちゃん (アニメ) > 仮面ライダー電王+しん王
- 仮面ライダーシリーズ > 仮面ライダーフォーゼ > 仮面ライダー電王+しん王

『仮面ライダーフォーゼ×クレヨンしんちゃん』は、『仮面ライダー電王+しん王』同様に仮面ライダーシリーズと『クレヨンしんちゃん』によるコラボレーション企画。2012年4月13日放送の『クレヨンしんちゃん』のスペシャル番組『祝!放送丸20年!春のクレヨンしんちゃん 映画公開スペシャルだゾ』にて第1話が放送され、2012年4月15日放送の『仮面ライダーフォーゼ』で第2話が放送。2012年4月27日放送の『クレヨンしんちゃん』で第3話が、2012年4月29日放送の『仮面ライダーフォーゼ』で第4話が放送された（両者は中島かずきがメインスタッフを務めている）。
『クレヨンしんちゃん』側のコラボタイトルは『映画クレヨンしんちゃん 嵐を呼ぶ!オラと宇宙のプリンセス公開記念! 仮面ライダーフォーゼ コラボスペシャル』となっており、サブタイトルも『アニメに変身だゾ』（第1話）・『ひまわりをお助けするゾ』（第3話）と、『クレヨンしんちゃん』本編同様、「○○（だ）ゾ」という規則性のあるものとなっている。
『仮面ライダーフォーゼ』側は『仮面ライダー×スーパー戦隊 スーパーヒーロー大戦公開記念! クレヨンしんちゃん コラボスペシャル』となっており、サブタイトルも『合・体・出・撃』（第2話）・『友・達・未・満』（第4話）と、『仮面ライダーフォーゼ』本編同様、「○・○・○・○」という規則性のあるものとなっている。
『仮面ライダー電王+しん王』と異なり、オリジナルヒーローやオリジナル怪人は登場しないが、「しんちゃんスイッチ」というオリジナルアイテムが登場する。